# Кременчуцька комісаріатська комісія
Кременчуцька комісаріатська комісія (Крюківський інтендантський склад; Комплекс військових складів) — пам'ятка архітектури в Кременчуці. Являє собою комплекс із п'яти будівель у класицистичному стилі в Крюкові неподалік від Крюківського моста. Було зведено між 1810 та 1813 роком.

## Історія
За наказом головнокомандувача російської армії Григорія Олександровича Потьомкіна під час Російсько-турецької війни 1787—1792 років на березі Дніпра у Крюкові на території колишньої фортеці були збудовані дерев'яні магазейни для зберігання зброї, амуніції та обмундирування — прямокутні в плані споруди довжиною більше 90 сажнів, розділені на два яруси, у кожному з яких знаходилося по 10 комор. Із боку двору вздовж фасаду йшла відкрита галерея.
Поряд розташувалися Крюківський казенний магазин для провіанту, сортовий двір Головного комісаріатського депо, комісія Херсонського депо, тимчасові сховища Головного Кременчуцького запасного магазейну, провіантські магазейни Малоросійської казенної палати.
У першій половині ХІХ ст. (між 1810 та 1813 роками) на цьому місці зводиться садиба комісаріатської комісії, ансамбль якої склали: головний адміністративний будинок, службові флігелі, одно- та двоповерхові магазейни, з'єднані між собою високою кам'яною стіною з брамами, проїздами, розташовані по периметру навколо просторого прямокутного внутрішнього двору.

Комплекс будівель на початку ХХ ст. і в 2015 році
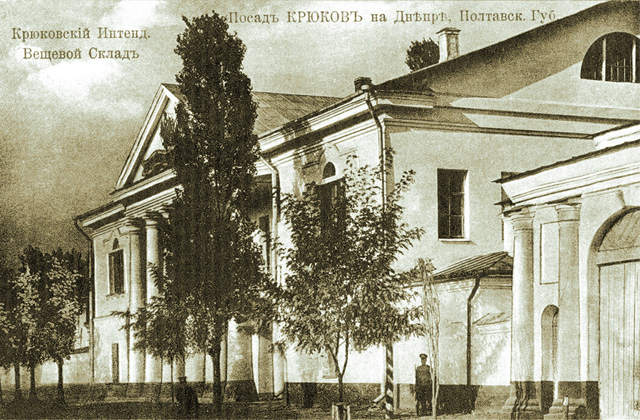
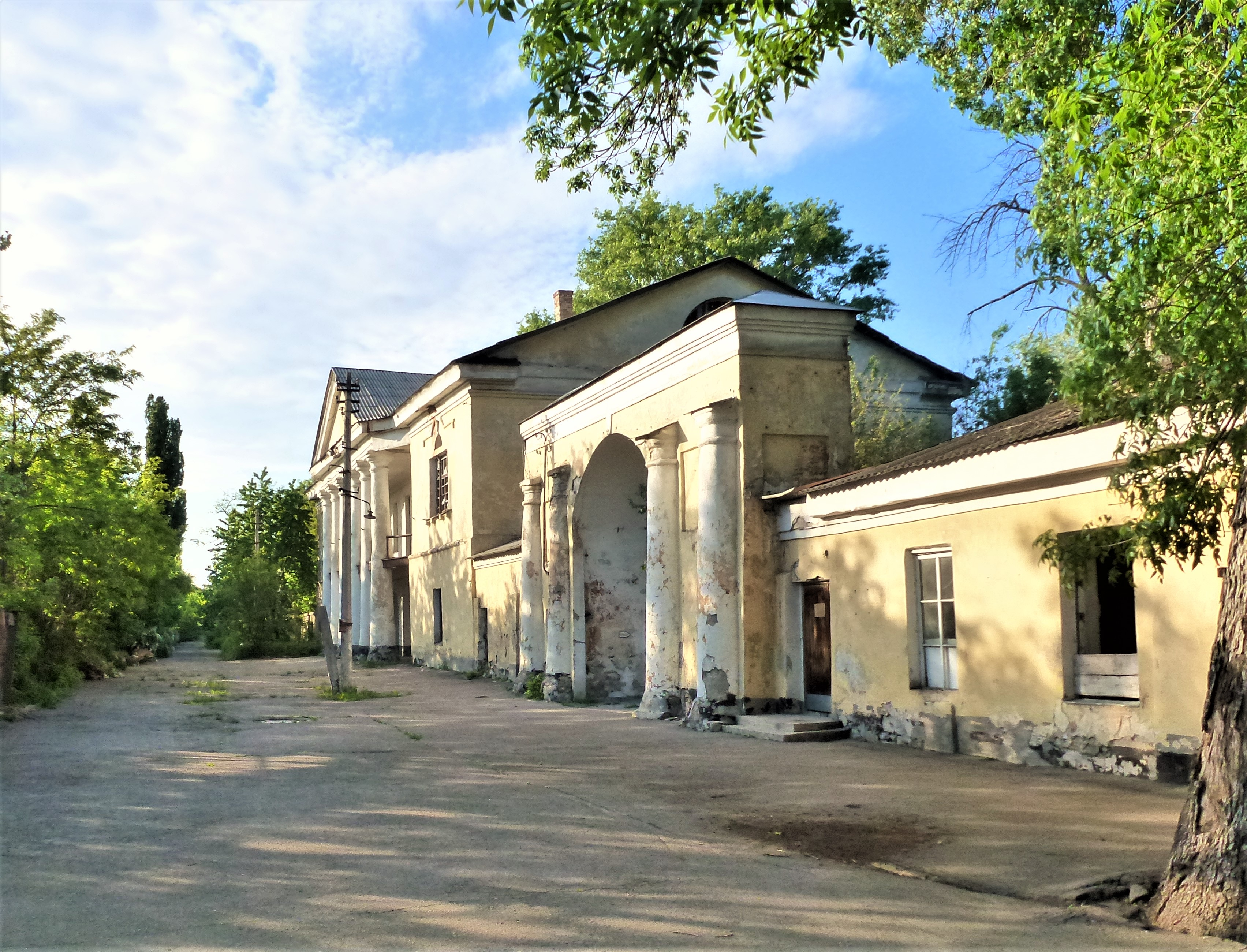

## Опис
Адміністративний будинок був звернений головним фасадом на Торгову площу й став її головним архітектурним елементом.

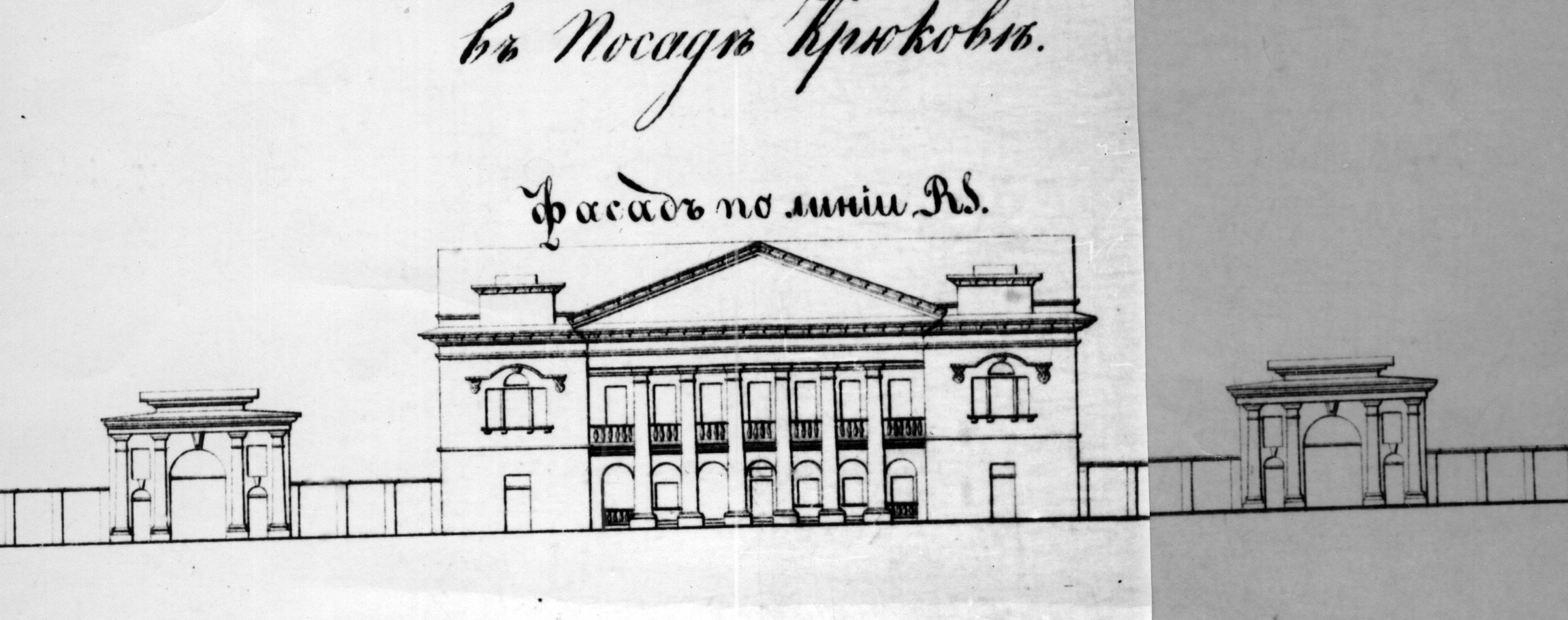
Ескіз будівель комплексу

З обох боків від адміністративного будинку симетрично розташувалися одноповерхові флігелі, з'єднані отинькованим кам'яним муром із в'їзними брамами: праворуч — будинок доглядача, ліворуч — будинок для служителів. Двоповерховий будинок вирішений у формах зрілого класицизму: строго симетрична композиція, чітко виділений за допомогою 6-колонного тосканського портика центр, значення якого до того ж посилюється звучанням малого ордеру, що застосований в оформленні в'їзних брам.
Із поздовжніх сторін садиби знаходилися Г-подібні у плані двоповерхові кам'яні корпуси сортових магазейнів. На протилежній стороні розташовувався одноповерховий «свальной» магазейн, з'єднаний з сортовими кам'яними брамами, що вели до суміжної території з дерев'яними складськими одноповерховими будинками. Як і більшість аналогічних споруд, «свальной» магазейн був прямокутним у плані одноповерховим будинком із пандусами та невеликими рідко розставленими вікнами з арочними перемичками, розташованими під карнизом вгорі. Одна поперечна стіна розділяла внутрішній простір на дві частини. Сортові магазейни були з внутрішнім рядом колон для підтримки прогону, на який спиралися балки стелі. Фасади цих двоповерхових будинків з боку міста збагачувались лише невеликими вікнами вгорі під карнизом. Із боку двору тягнулися галереї, сформовані двоярусною аркадою.

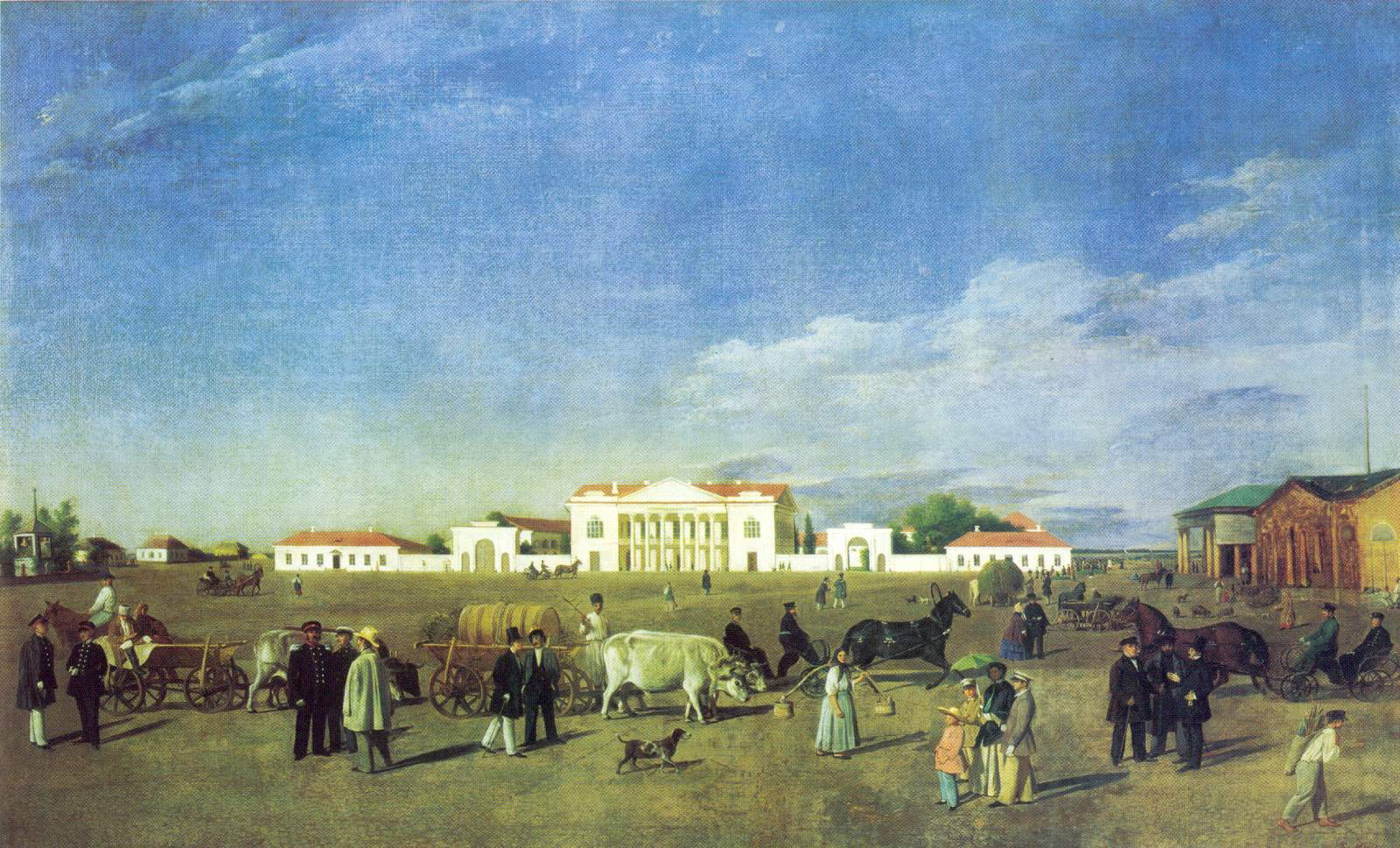
Євграф Крендовський. «Площа провінційного міста» (1850-ті)

## У мистецтві
Комплекс будівель комісаріатської комісії зображено на картині «Площа провінційного міста» українського художника Євграфа Крендовського, написаної в 1850-х роках. Картина знаходиться в Третьяковській галереї. Довгий час вважалося, що на ній зображено Олександрівську площу в Полтаві, але 2015 року Володимиром Тарасовим та Сергієм Бояренцевим було доведено, що це — Торгова площа та будівлі комісаріатської комісії.

## Сучасний стан
Будівлі Кременчуцької комісаріатської комісії збереглися в сучасній забудові міста, уцілілівши в часи Другої світової війни. 2013 року відповідно до «Наказу Управління культури Полтавської ОДА від 03.06.2013 № 196» комплекс був унесений до «Переліку об'єктів культурної спадщини Полтавщини». Але наразі він знаходяться на межі руйнування. До того ж високий залізничний насип, що тягнеться уздовж комплексу, повністю закриває головний фасад.
30 січня 2017 року на сервісі «Електронні звернення та петиції у м. Кременчуці» було зареєстроване звернення Сергія Бояренцева до міської влади врятувати унікальну історичну будівлю, але воно не набрало достатньої кількості підписів.

## Галерея

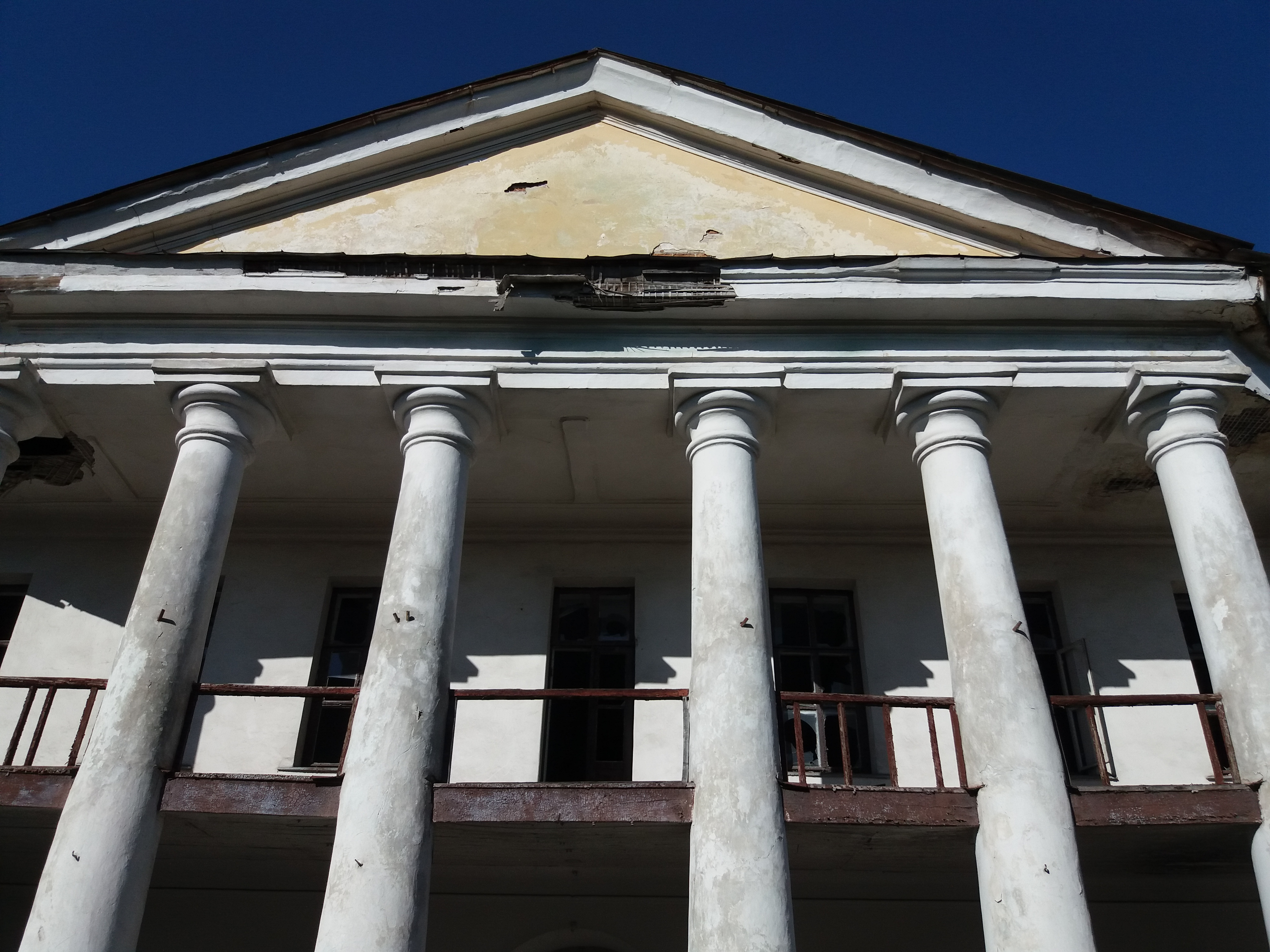
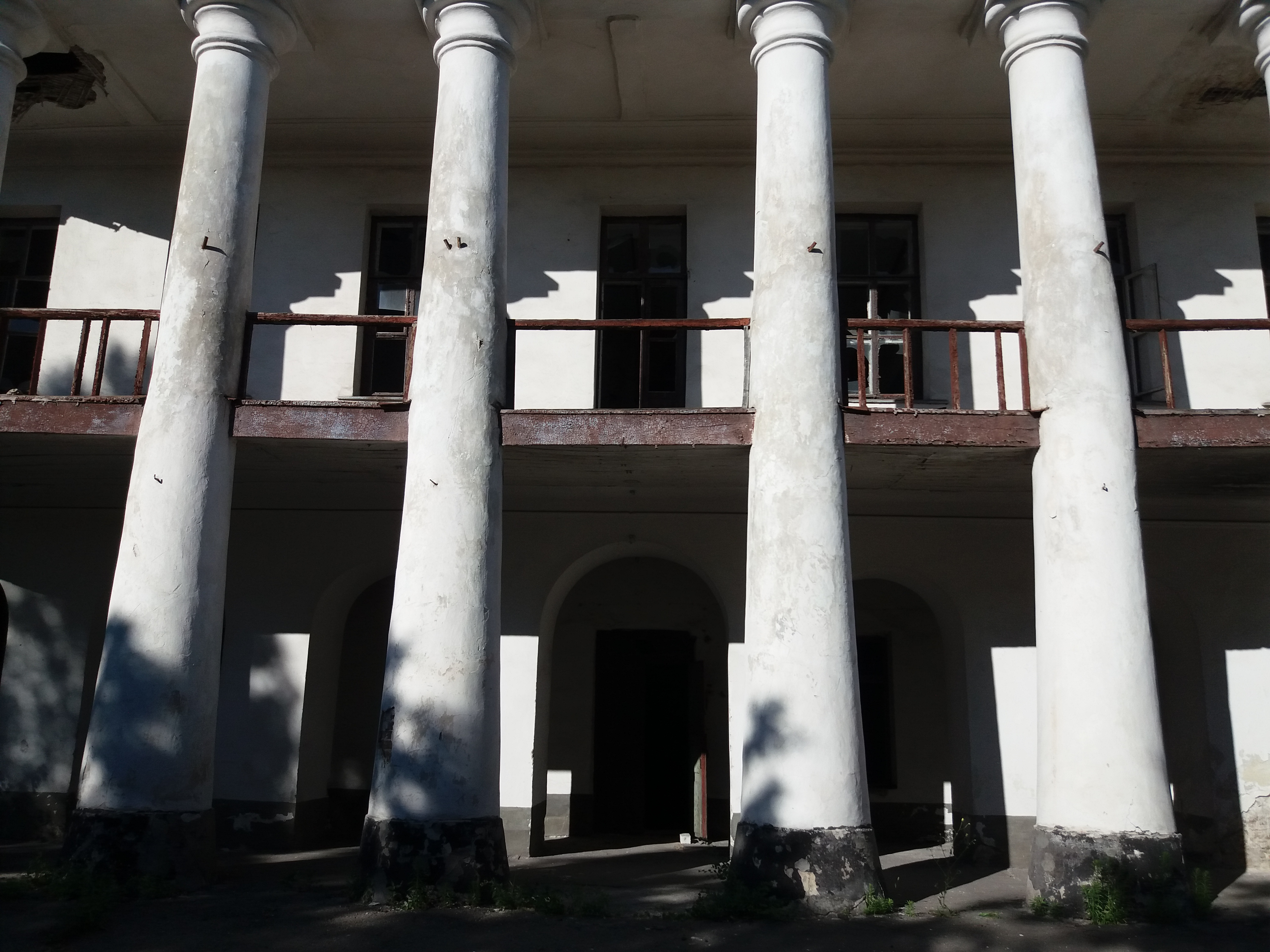
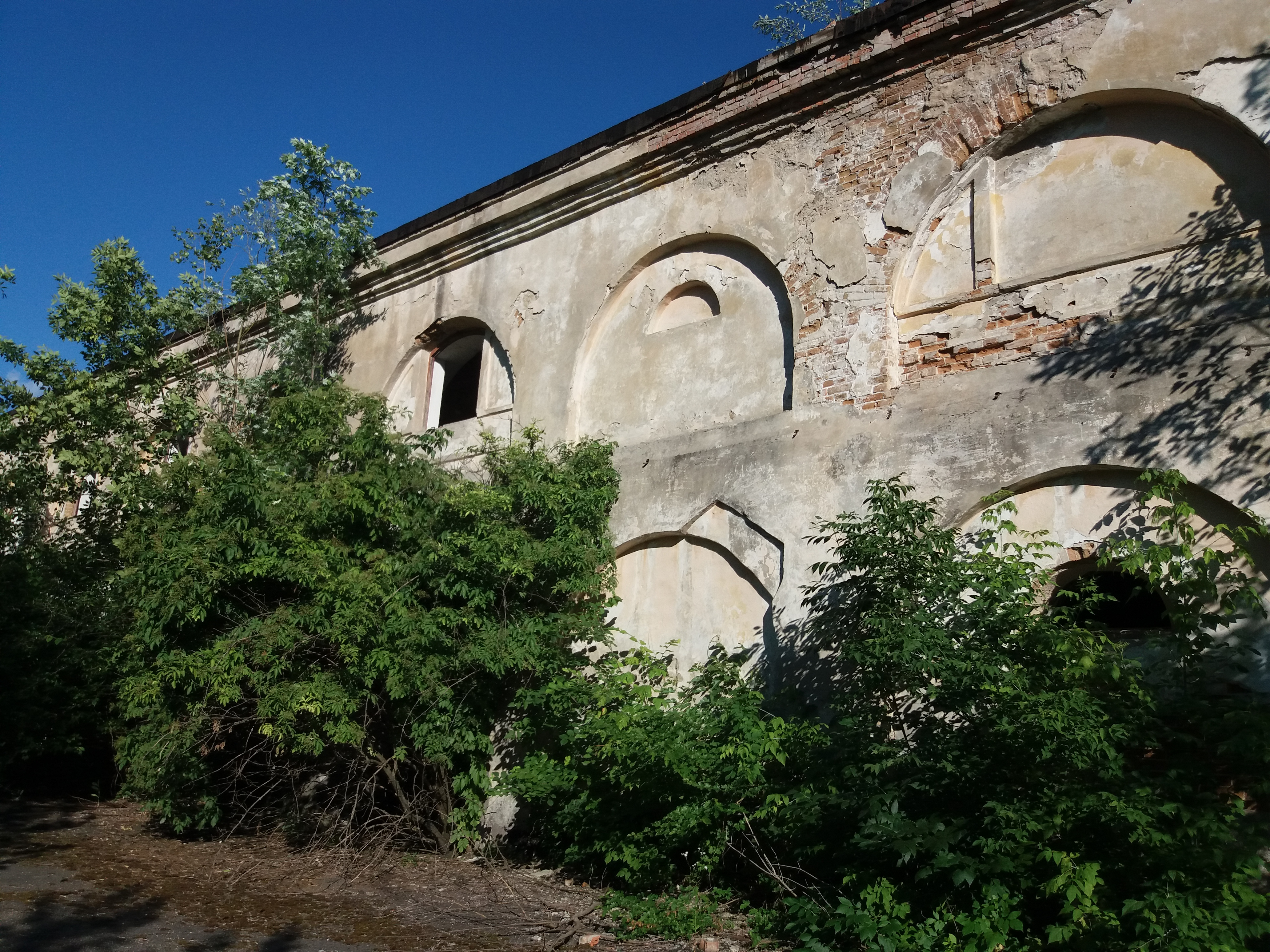
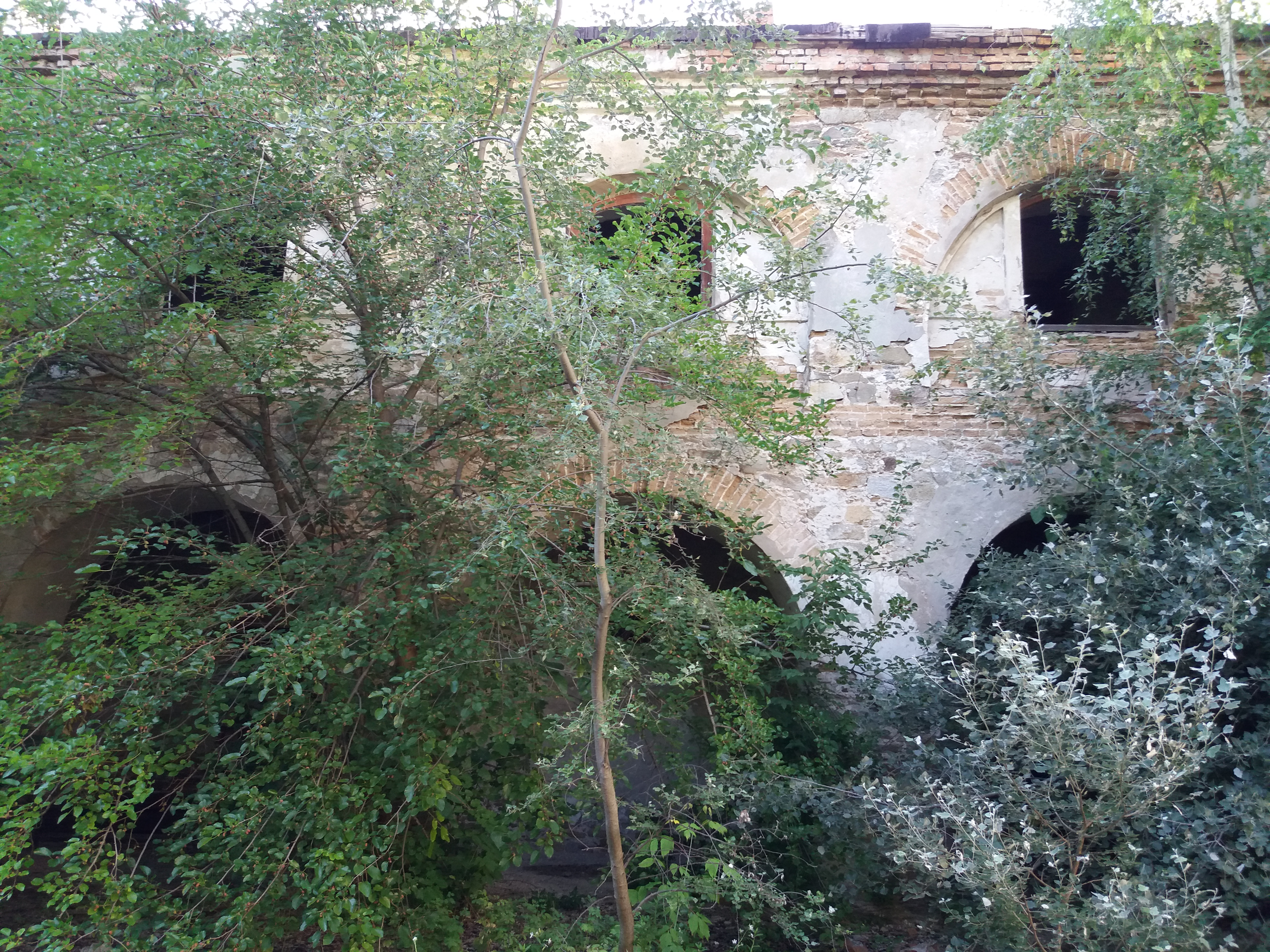
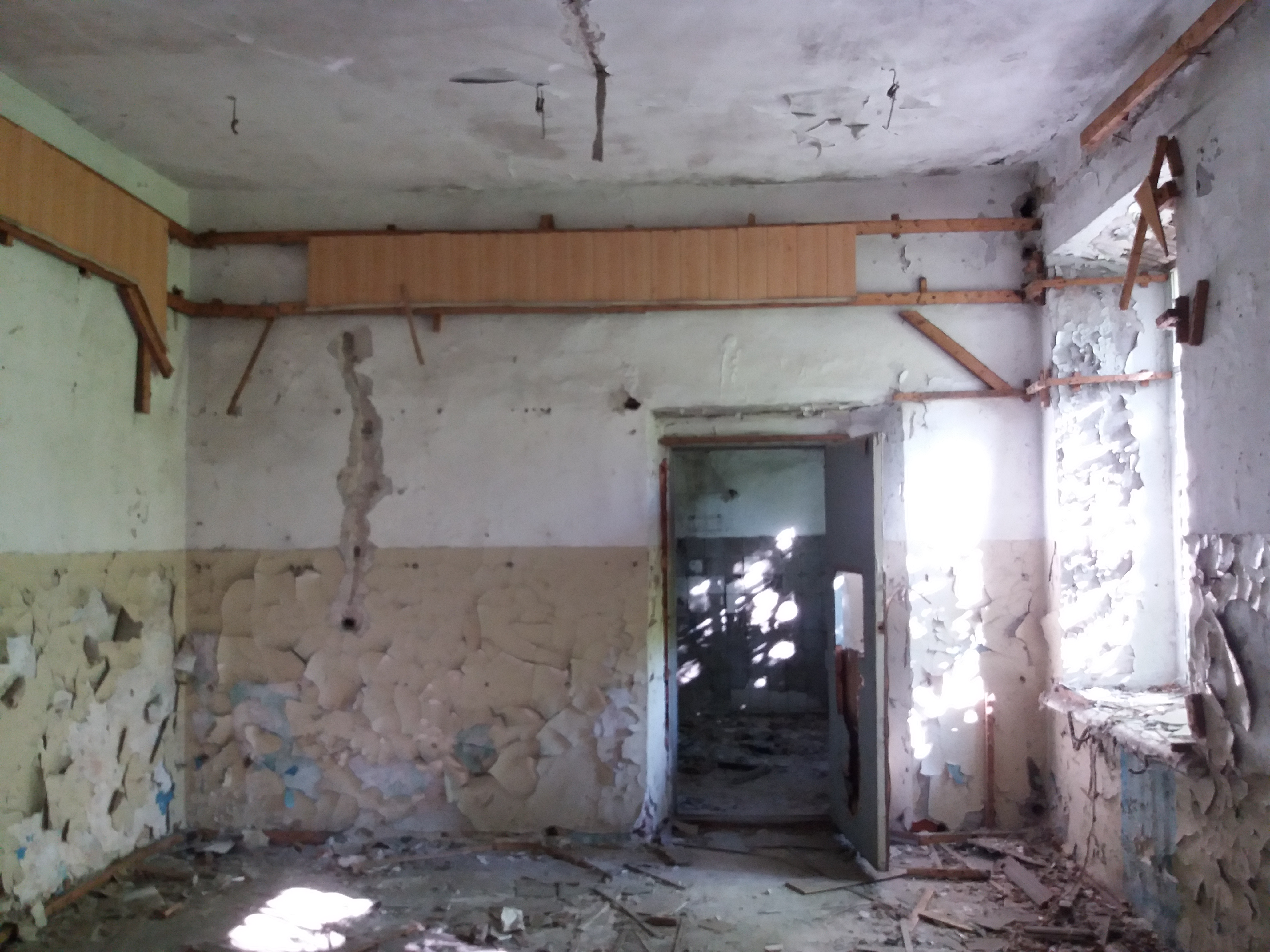
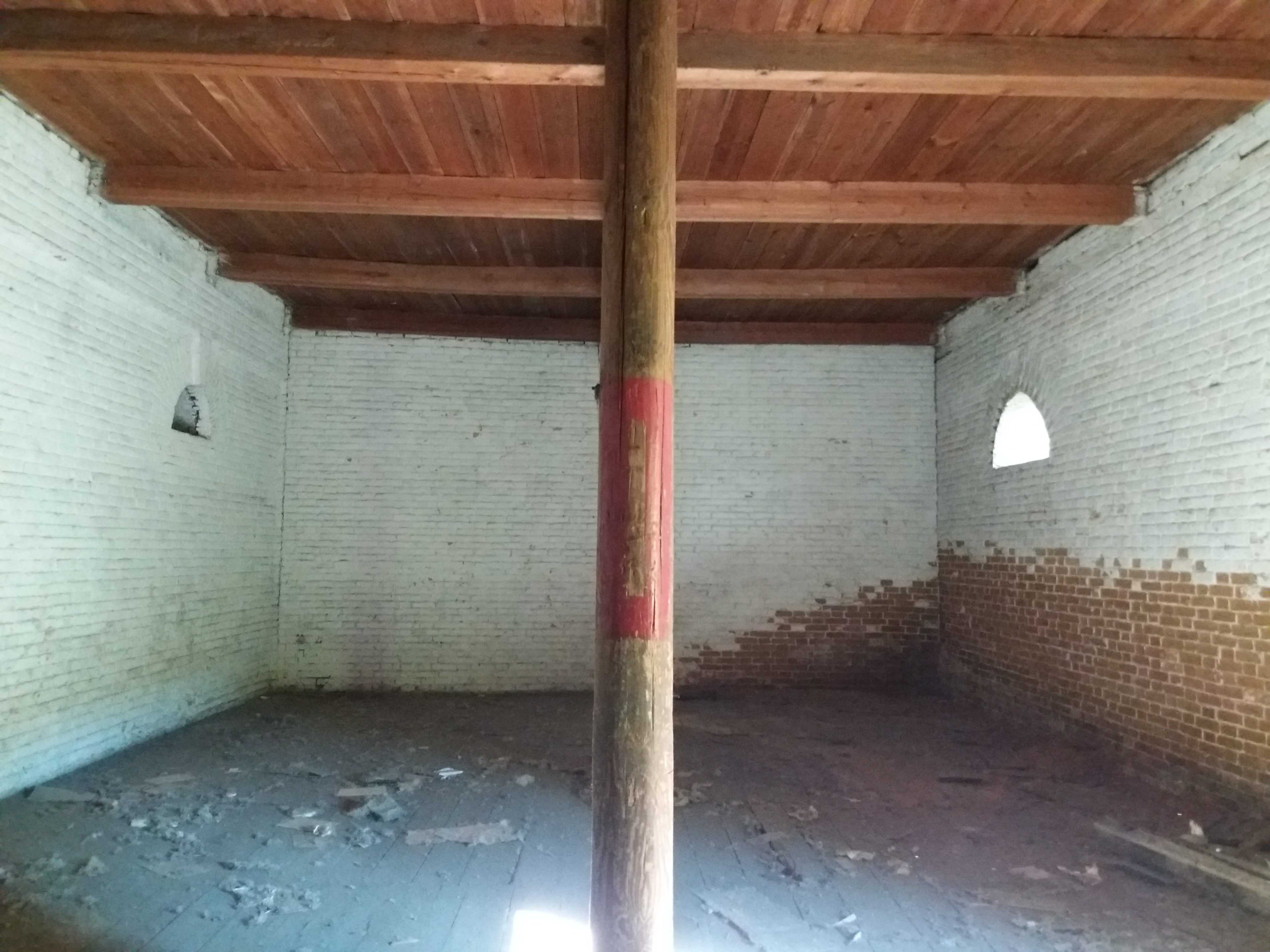
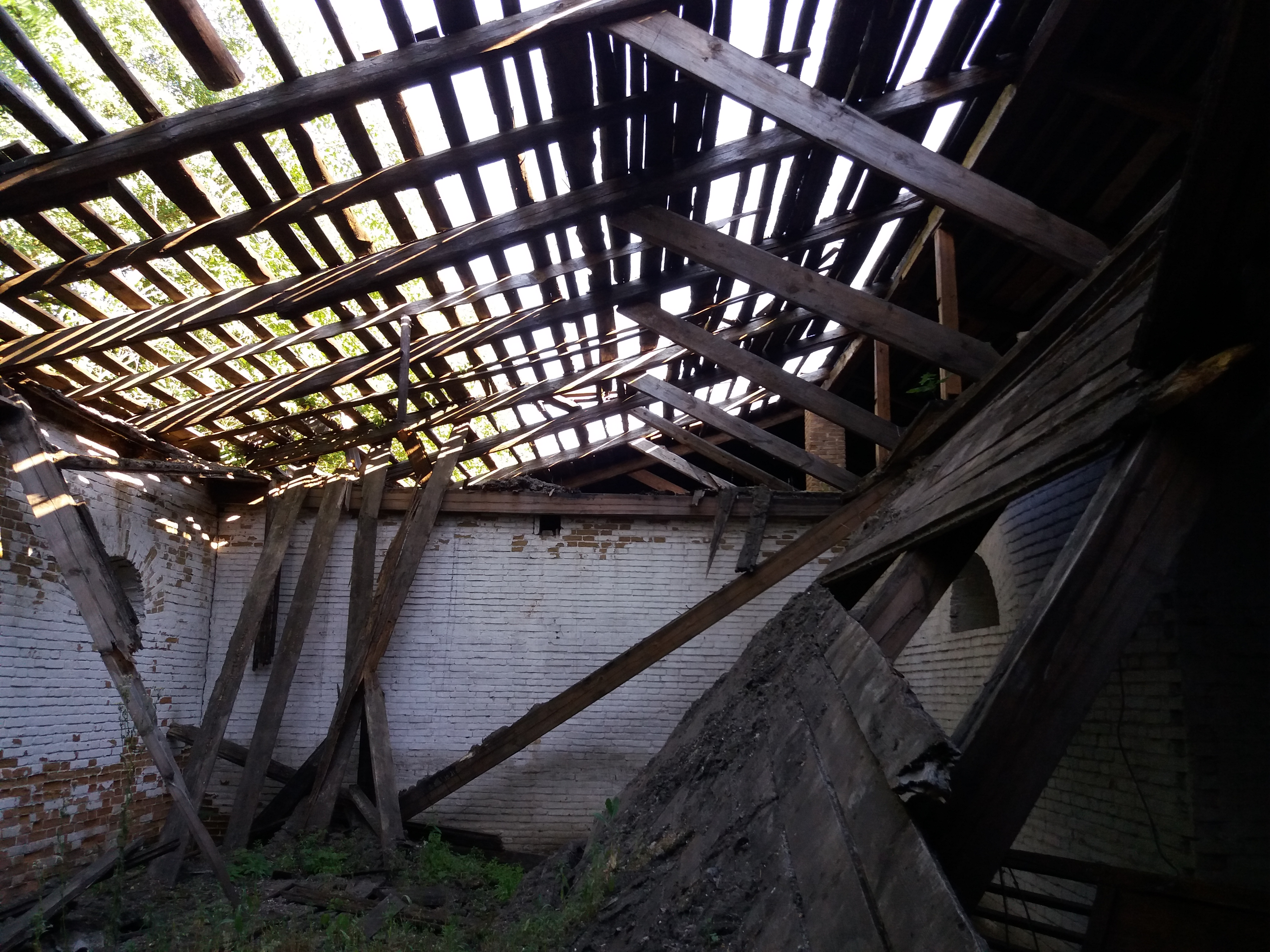